# St. Pöltner Weicheisen- und Stahlgießerei Leopold Gasser

St. Pöltner Weicheisen- und Stahlgießerei Leopold Gasser in St. Pölten (um 1900)

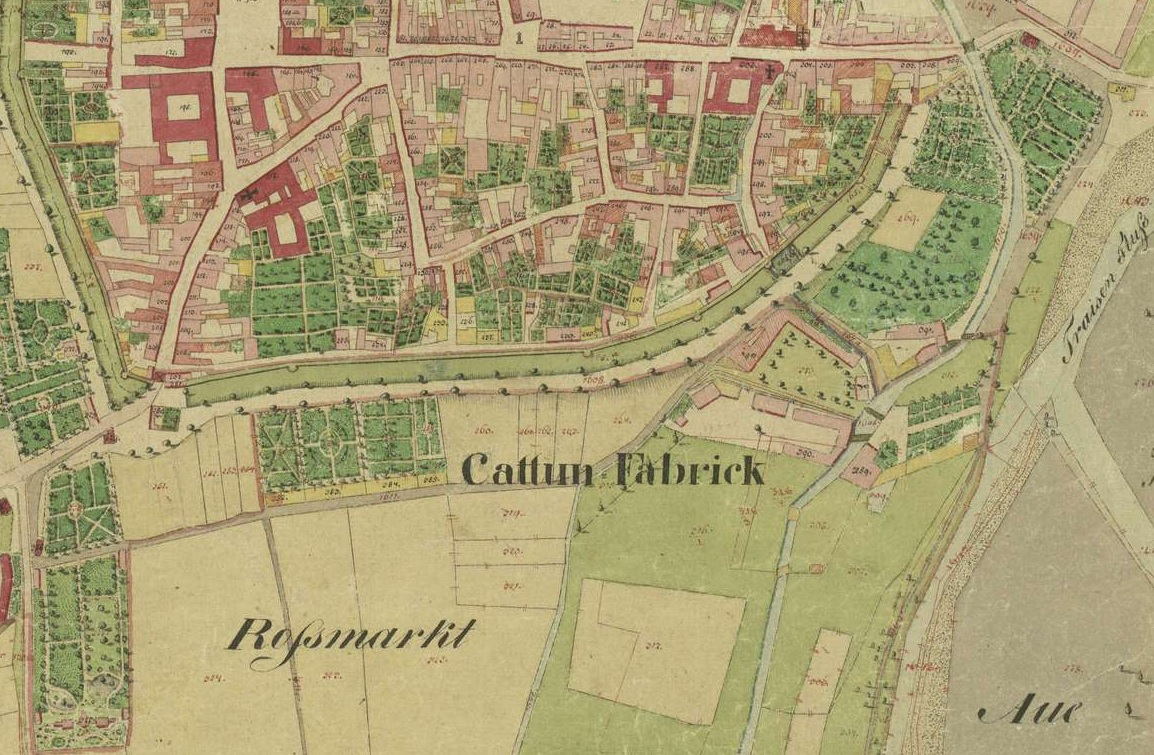
Lage der vormaligen „Cattun Fabrick“ (Franziszeischer Kataster, 1821)

Die St. Pöltner Weicheisen- und Stahlgießerei Leopold Gasser war ein österreichisches Industrieunternehmen.
Das Kerngeschäft war die Herstellung von Waffenteilen, Waffen, Werkzeugen, Schlüssel, Sporen, Steigbügel, Maschinenteilen etc. Später wurden in dieser Gießerei auch Werkstücke aus Grau- und Stahlguss hergestellt.

## Geschichte

### Gründung und Betrieb der Firma zur Zeit der Familie Gasser
Johann Gasser erwarb um 1870 das Gelände der ehemaligen Kattunfabrik am Stadtrand von St. Pölten. Diese Kattunfabrik stand bis 1850 in Betrieb und wurde dann durch ein Feuer vernichtet. Am sogenannten Werksbach (Mühlbach) befanden sich damals einige Hammerwerke, die durch die Wasserkraft betrieben wurden. Der um das Jahr 1880 entstandene Hammerpark weist heute noch auf die ehemaligen Hammerwerke hin.
Johann Gasser ließ dort ein Hammerwerk und eine Eisengießerei errichten. Am 30. Mai 1882 wurde im Register für Gesellschaftsfirmen die Firma „Leopold Gasser“ St. Pölten als Zweigstelle der Firma „Leopold Gasser“ in Ottakring eintragen. Das Vertretungsrecht wird Johann Gasser und seiner Ehefrau Leopoldine Gasser (1846–1893) zugestanden.

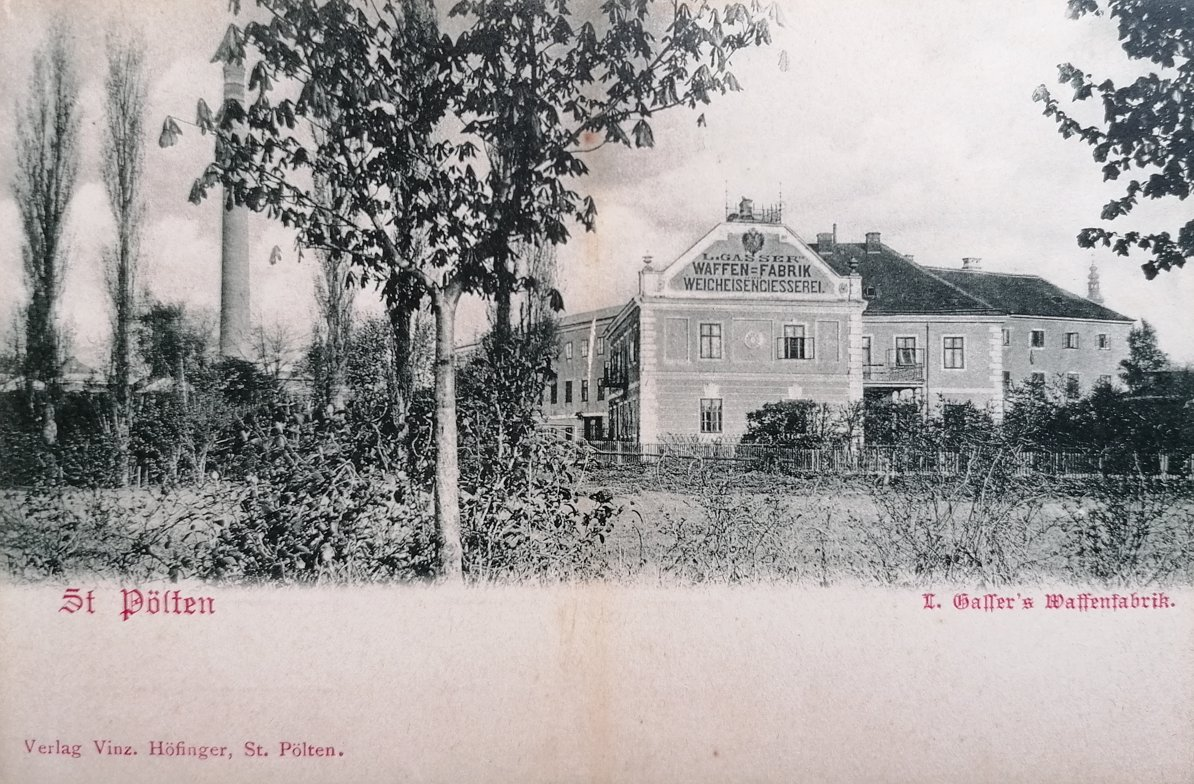
L. Gasser´s Waffenfabrik St. Pölten (Verlag Vinz. Höfinger St. Pölten) (ca.1900)

Anfangs wurden in der St. Pöltner Fabrik die Schmiedearbeiten für die Zentrale (Waffenfabrik) in der Feßtgasse in Ottakring getätigt. Hier wurden die Gasser Revolver hergestellt.

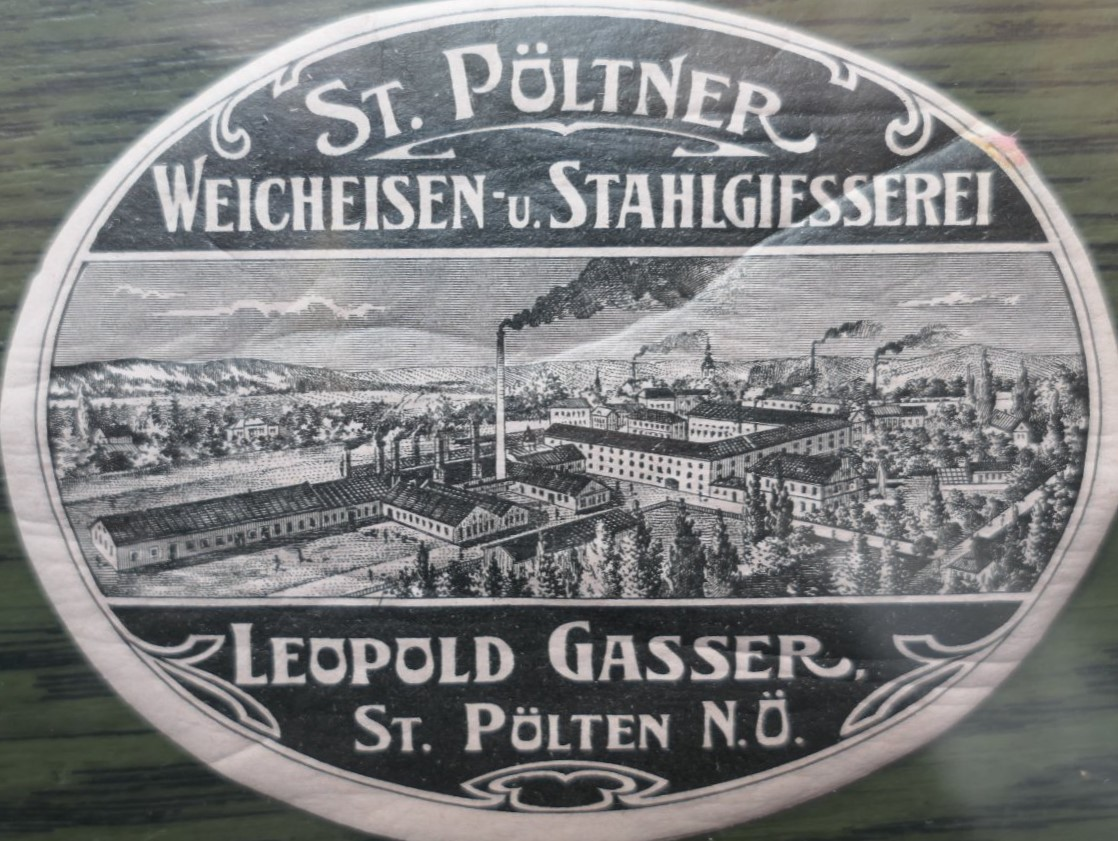
Werbeträger L. Gasser St. Pölten

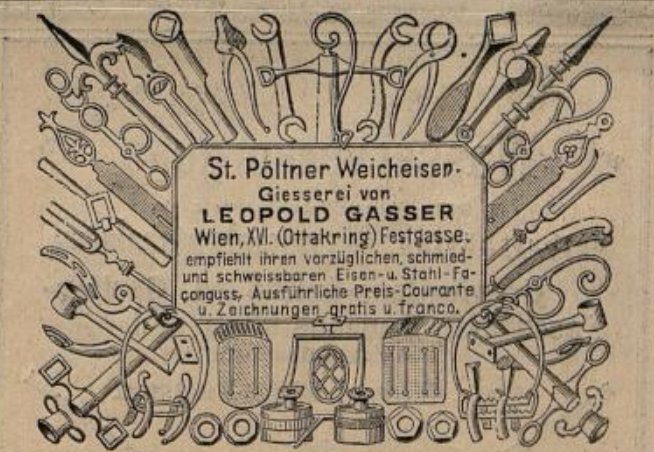
Produkte L. Gasser St. Pölten

Später stellte man in der Gießerei Hämmer- und schweißbaren Eisenguss als Ersatz für Schmiedeeisen her. Produkte, die aus Eisen zuvor kostenintensiv geschmiedet wurden, konnten in der „Gasser Fabrik“ preisgünstig abgegossen und mit geringer Nachbearbeitung zu billigeren Preisen angeboten werden. Die Wasserkraftanlage für das Hammerwerk betrug 50 Pferdestärken. Für die Verarbeitung standen 12 Schmelzöfen, 14 Temperöfen und zwei Kupolöfen zur Verfügung. Eine Besonderheit war die Elektrostahlanlage mit den Stassano-Hochöfen. Verschiedene Gusserzeugnisse, wie zum Beispiel der Maurer Pinselhalter, wurden auch patentiert. 1890 erhielt die Firma die Goldene Staatsmedaille.
Bei der Eröffnung des Kaiser Franz Josef Spitals in St. Pölten im Oktober 1895 besichtigte Kaiser Franz Josef I. die Leopold Gasser Weicheisengießerei. Im Jahre 1898 fand auf dem Gelände der Wiener Rotunde die Jubiläumsausstellung statt. Beim Besuch des Ausstellungsstandes der Leopold Gasser Fabrik St. Pölten fragte der Kaiser den Prokuristen Joseph Kohaut, ob diese Produkte in der Fabrik in St. Pölten gefertigt werden, was dieser bejahte.
Um die Jahrhundertwende beschäftigte die Gasser Fabrik rund 300 Mitarbeiter. Die Mitarbeiter waren zum großen Teil in geräumigen Fabrikswohnungen mit entsprechenden sanitären Einrichtungen untergebracht. Die Gasser Fabrik war damals die größte Fabrik in St. Pölten und vertrieb seine Produkte nicht nur im Inland, sondern exportierte auch in viele Staaten Europas wie Deutschland, Italien, Serbien, Rumänien, Bulgarien, Russland usw.

#### Arbeits- und Versorgungskarten – Werbung und Informationen

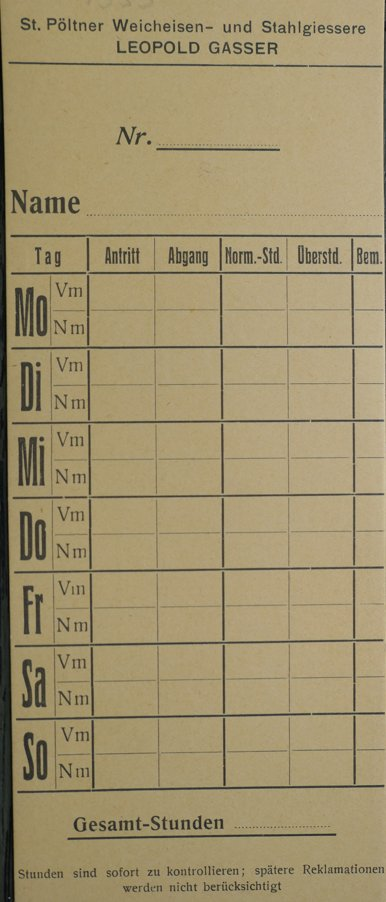
Stundenkarte L. Gasser St. Pölten
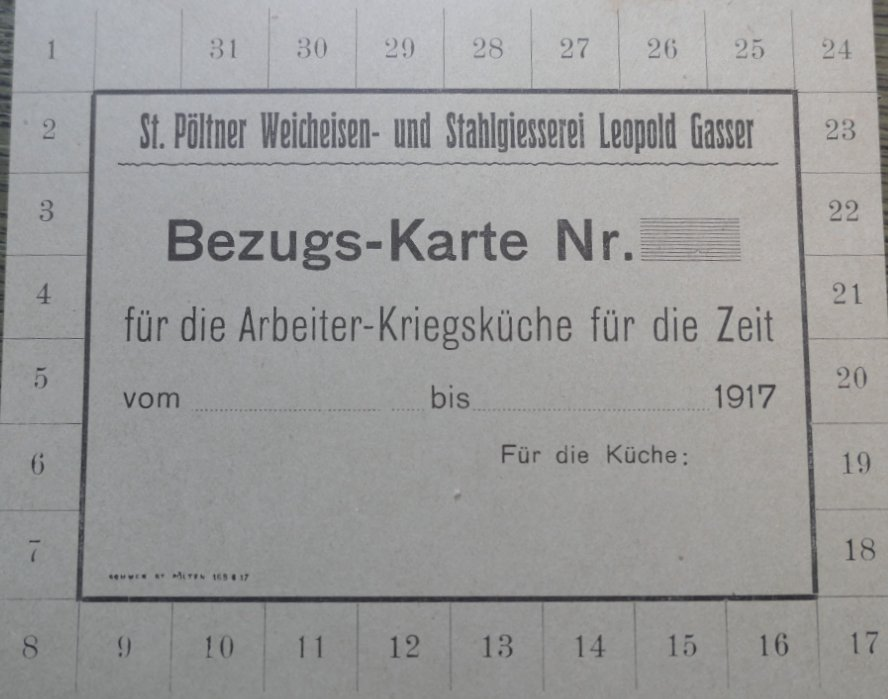
Bezugskarte L. Gasser St. Pölten
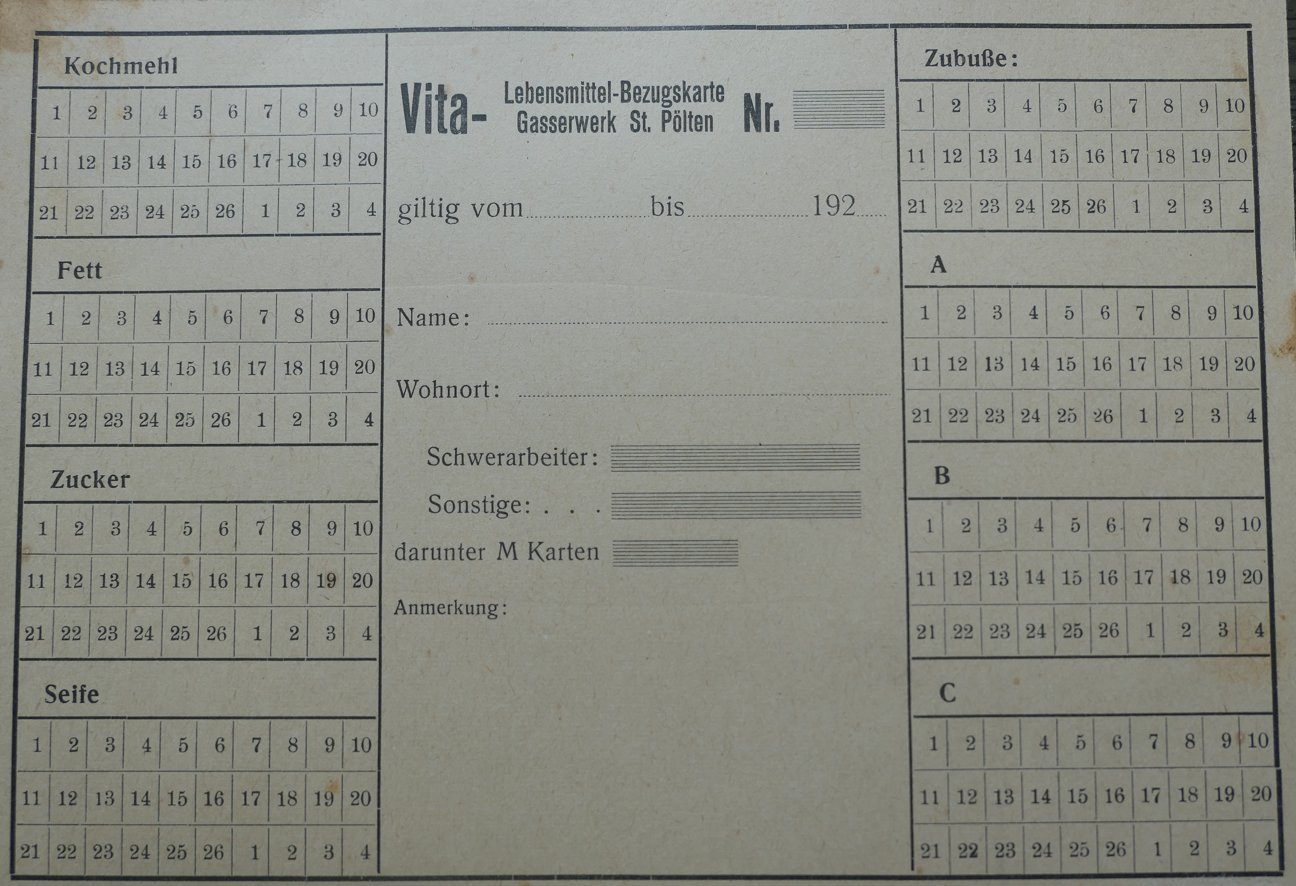
Lebensmittelkarte L. Gasser St. Pölten
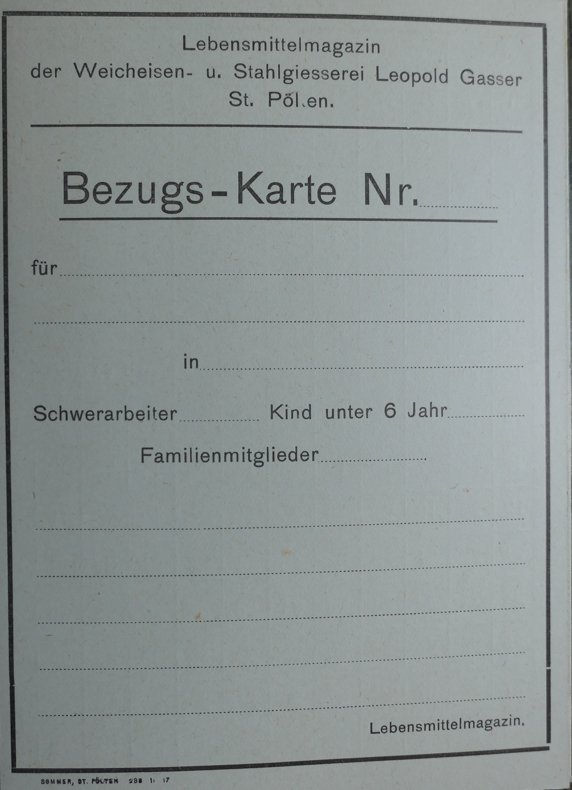
Lebensmittelbezugskarte L. Gasser St. Pölten

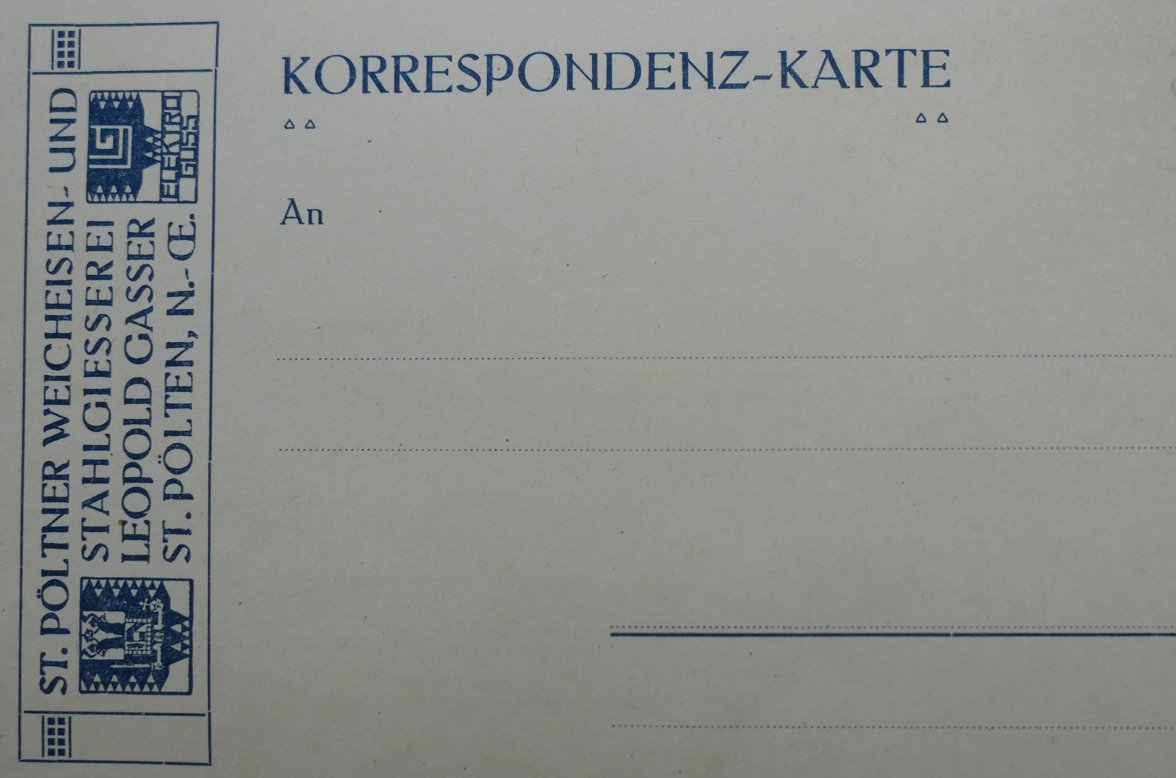
Korrespondenz-Karte L. Gasser St. Pölten
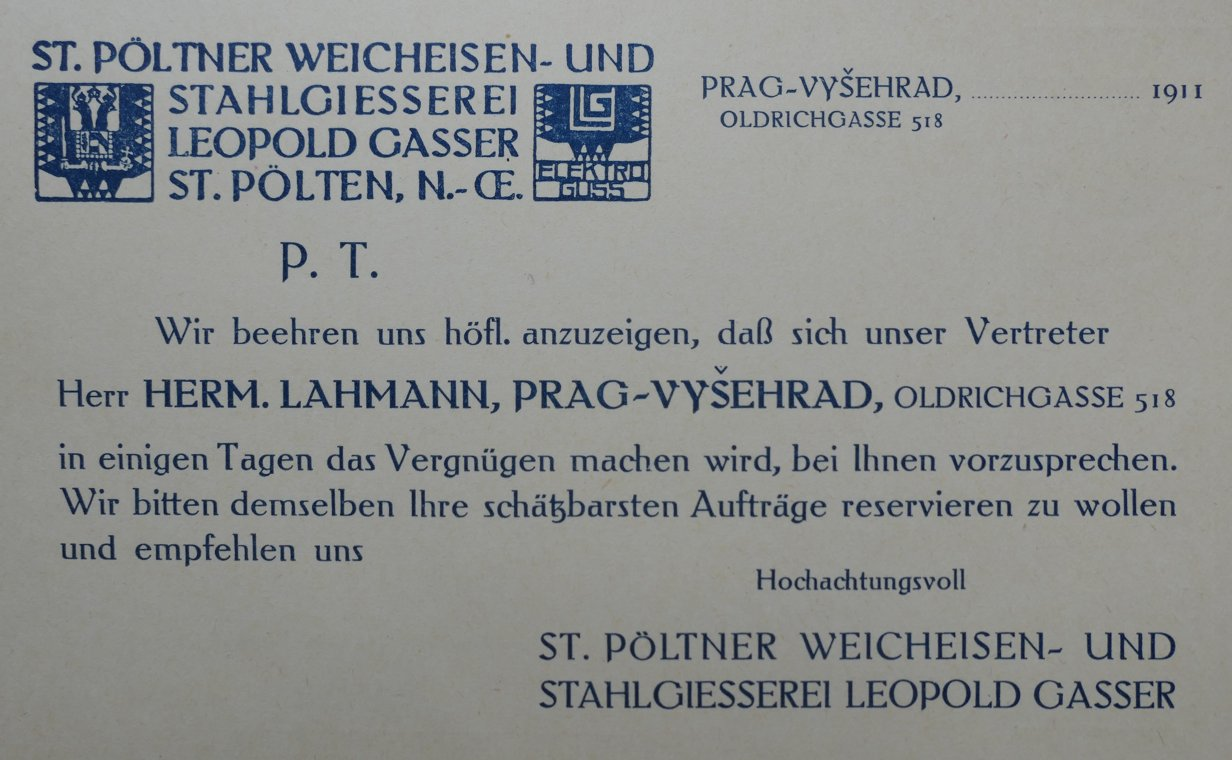
Vertreter Ankündigung L. Gasser St. Pölten

#### Fabriks-Feuerwehr derSt. Pöltner Weicheisen- und Stahlgießerei Leopold Gasser
Zur Brandbekämpfung im Gasser Werk wurde eine freiwillige „Fabriks-Feuerwehr“ gegründet. Eine gut ausgebildete 25 Mann starke, mit modernsten Geräten ausgestattete Feuerwehr konnte rasch gegen einen ausgebrochenen Brand eingesetzt werden, wie dies zum Beispiel 1894 der Fall war. In enger Zusammenarbeit mit der 1867 gegründeten Freiwilligen Feuerwehr St. Pölten wurden auch gemeinsame Übungen abgehalten und auch Brände zusammen bekämpft.
Die Gasser Fabriks-Feuerwehr leistete auch Brandbekämpfung an vielen Orten außerhalb der Gasser Fabrik. Zumeist geschah dies bei größeren Bränden und oft in Zusammenarbeit mit anderen Feuerwehren. Ein Beispiel dazu war der Brand in der St. Pöltner Bundesbahn-Werkstätte im Jahre 1925. Hauptmänner der Gasser Fabriks-Feuerwehr waren zumeist langjährige verdiente Mitarbeiter wie zum Beispiel der Fabriks-Direktor Franz Karrer, der 1898 sein 25-jähriges Dienstjubiläum feierte. Veranstaltungen, wie zum Beispiel in der Faschingszeit das Feuerwehr-Kränzchen, wurden abgehalten, und die Einnahmen flossen in den Unterstützungs-Fonds der Gasser Fabriks-Feuerwehr.
Auch nach Änderung der Besitzverhältnisse der Leopold Gasser Weicheisengießerei St. Pölten wurde diese Fabriks-Feuerwehr weiter beibehalten.

### Die FirmaSt. Pöltner Weicheisen- und Stahlgießerei Leopold Gassernach Johann Gasser

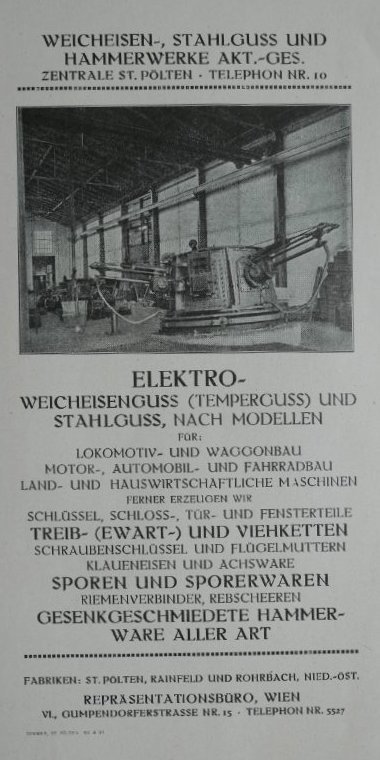
Weicheisen-, Stahlguss und Hammerwerke AG St. Pölten

Nach dem Tod von Johann Gasser (1896) waren seine beiden minderjährigen Kinder, Eugénie Gasser jun. und Johann Gasser jun., die Erben der Gasser Fabriken in Wien und St. Pölten. Als Vormund für Eugénie Gasser jun. wurde ihre Mutter Eugénie Gasser und als Mitvormund der Anwalt Giacomo Crepaz bestellt. Der Onkel Michael Gasser (1848–1905) wurde als Vormund für Johann Gasser jun. bestellt.
Durch die gesetzlichen Vertreter der Erben wurde im Jahre 1899 eine Offene Gesellschaft zur Waffenerzeugung gegründet. Das alleinige Vertretungsrecht der Gesellschaft erhielt Michael Gasser.
1903 erkrankte Michael Gasser schwer und die Firma Leopold Gasser Weicheisengiesserei St. Pölten wurde durch den Wiener Industriellen Rudolf Schießl übernommen.
Rudolf Schießl (* 9. Oktober 1863) war der Inhaber der Firma Schießl & Co., Handel mit unedlen Metallen und daraus gefertigten Produkten, sowie der Generalrepräsentant für die Produkte der Tiegelguss Fabrik „Poldihütte“.
Er heiratete 1908 die Konzertsängerin Marietta Pfeifer, die ihre Tochter Nora aus der Ehe mit dem Industriellen Julius Pfeifer (1834–1906) in diese neue Verbindung mitbrachte. Nora Pfeifer war eine Operettensängerin und Schauspielerin, sie heiratete später Anton Girardi, den Sohn von Alexander Girardi.
Im Jahre 1904 erfolgte die Verlegung des Büros der Weicheisen- und Stahlgießerei Leopold Gasser von Wien nach St. Pölten.
1909 wurde die St. Pöltner Weicheisen- und Stahlgießerei Leopold Gasser  in die neu gegründete Elektro Stassano-Gesellschaft m.b.H. eingegliedert. Weitere Firmen dieses neuen Unternehmens waren die Maschinenfabrik AG (vormals Tanner, Lartsch und Co.) in Wien, sowie die Vereinigte Elektrizitäts AG in Wien. Diese Firmen erzeugten in elektrischen Schmelzanlagen Produkte nach dem System Stassano in Österreich und Ungarn. Geschäftsführer waren Ing. A. Günther und Ing. E. Egger.
25. Juli 1914 wurde die St. Pöltner Weicheisen- und Stahlgießerei Leopold Gasser für die Dauer des Ersten Weltkrieges unter „Staatlichen Schutz“ gestellt. Im gleichen Jahr wurde Rudolf Schießl die kommerzielle Leitung der Steirische Stahlwerke AG  übertragen. 1918 erhielt die St. Pöltner Weicheisen- und Stahlgießerei Leopold Gasser die Aufträge der Nordwestbahn Direktion für ihre benötigten Stahlgusslieferungen.
1921 begann die Fusionierung der St. Pöltner Weicheisen- und Stahlgießerei Leopold Gasser mit der Weicheisen- und Stahlgießerei Ges.m.b.H. M. Hann´s Söhne und Johann Kaschütz in Rainfeld a. d. Gölsen (Gemeinde St. Veit). Die beiden letzteren hatten sich bereits vor einiger Zeit zusammengeschlossen. Zweck dieser Vereinigung war die Gründung einer gemeinsamen Aktiengesellschaft. Im Jahre 1922 folgte die Gründung der Weicheisen-Stahlguß und Hammerwerke AG mit Sitz in St. Pölten. Angeschlossen wurden die Werke in Hainfeld und Rohrbach an der Gölsen. Aktienkapital waren 30 Millionen Österreichische Kronen. Generaldirektor dieser Aktiengesellschaft wurde Rudolf Schießl, der Inhaber der St. Pöltner Weicheisen- und Stahlgießerei Leopold Gasser. Im Jahre 1925 erwarb Rudolf Schießl die Firmen M. Hann´s Söhne und Johann Kaschütz. Am 5. Mai 1925 wurde am Handelsgericht Wien die Firma Weicheisen-, Stahlguss- und Hammerwerke Aktiengesellschaft St. Pölten als Zweigniederlassung der in St. Pölten bestehenden Hauptniederlassung gegründet. Der Firmensitz war in Wien, Gumpendorferstraße Nr. 15.
Die Weltwirtschaftskrise machte Geschäfte immer schwieriger und bedeutete 1930 das Ende für die St. Pöltner Weicheisen- und Stahlgießerei Leopold Gasser, und 1936 wurde auch die Firma Weicheisen-, Stahlguss- und Hammerwerke Aktiengesellschaft St. Pölten liquidiert.

### Die Zeit nach der FirmaSt. Pöltner Weicheisen- und Stahlgießerei Leopold Gasser
Bereits 1899 wurde zur Erinnerung an das Wirken von Johann Gasser in St. Pölten die Johann-Gasser-Straße nach ihm benannt. Vom 10. bis 18. September 1932 wurde in St. Pölten die Niederösterreichische Landesausstellung abgehalten. Der Vergnügungspark dafür wurde auf der „Gasser-Wiese“ und auf dem „Hammerpark“ errichtet.
Einige Hallen der ehemaligen „Gasser Fabrik“ wurden am 7. Dezember 1935 im Rahmen des karitativen Mutterschutzwerkes für einen sogenannten Nikolo-Rumpelmarkt genützt.
1937–1938 wurden die Gebäude und die Schmiede der Gasser Fabrik abgerissen. 1948 wurde beschlossen, eine Mädchen- und Knabenhauptschule auf dem ehemaligen Gelände der Gasser Fabrik zu errichten, da während des Zweiten Weltkrieges die Schillerschule komplett zerstört und das Gymnasium schwer beschädigt wurden. Für den Wiederaufbau fehlten damals die Geldmittel. Am 20. August 1949 erfolgte die Grundsteinlegung für die heutige Dr. Theodor Körner Schule. Zwischen 1950 und 1955 wurde die Körner-Schule auf dem alten Werksgelände erbaut. Nur das alte Werksgerinne und der Straßenname erinnern im 21. Jahrhundert an die ehemalige Fabrik.